# Erzbistum Mbandaka-Bikoro

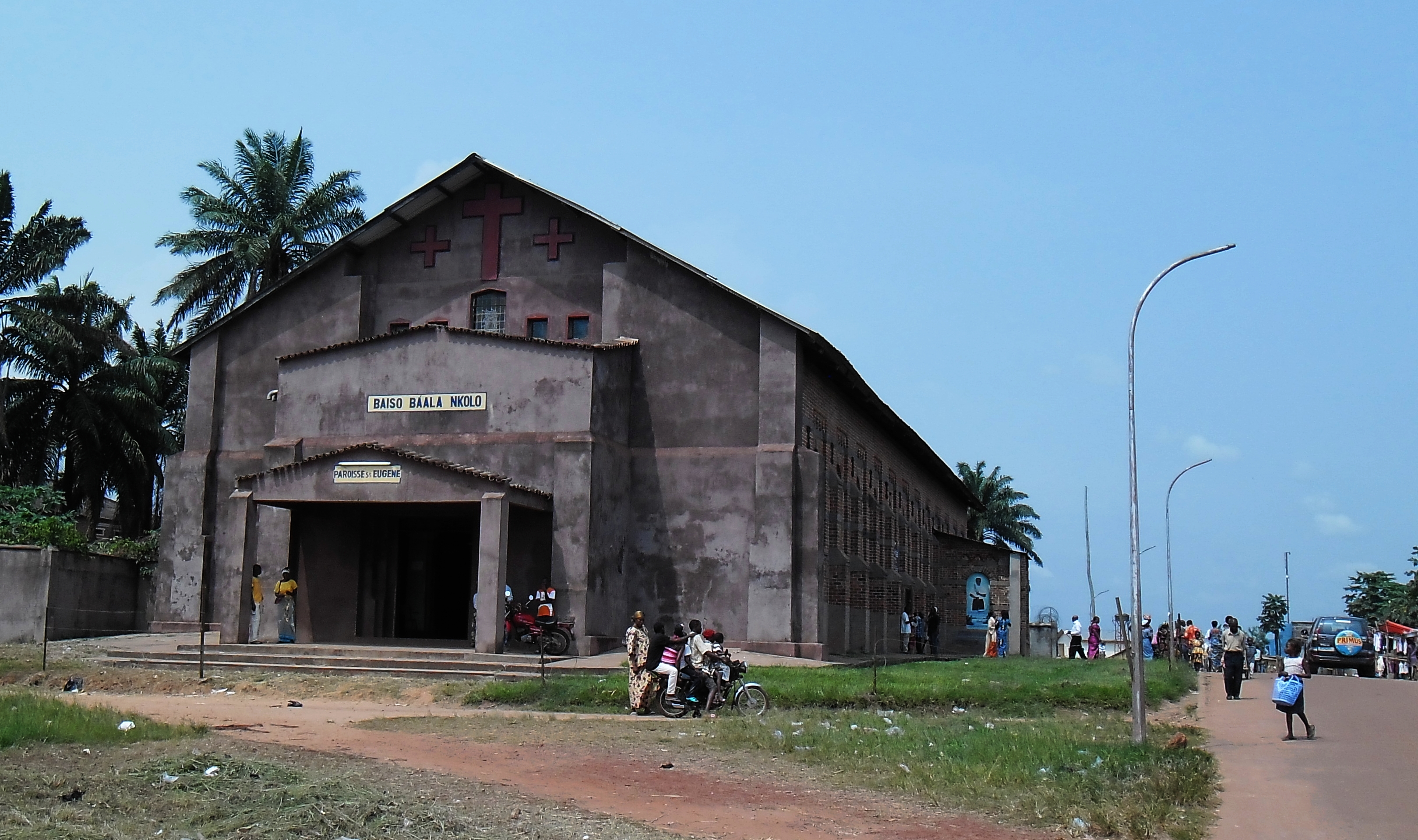
Kathedrale St. Eugen in Mbandaka

Das Erzbistum Mbandaka-Bikoro (lat.: Archidioecesis Mbandakana-Bikoroensis) ist eine in der Demokratischen Republik Kongo gelegene römisch-katholische Erzdiözese mit Sitz in Mbandaka. 

## Geschichte
Das Erzbistum Mbandaka-Bikoro wurde am 11. Februar 1924 durch Papst Pius XI. aus Gebietsabtretungen des Apostolischen Vikariates Nouvelle-Anvers als Apostolische Präfektur Tsuapa errichtet. Am 28. Januar 1926 wurde die Apostolische Präfektur Tsuapa in Apostolische Präfektur Coquilhatville umbenannt. Die Apostolische Präfektur Coquilhatville wurde am 22. März 1932 durch Pius XI. mit der Apostolischen Konstitution Iam Litteris zum Apostolischen Vikariat erhoben.
Am 10. November 1959 erließ Papst Johannes XXIII. die Apostolischen Konstitution Cum parvulum, mit der er die Jurisdiktionen im damaligen Belgisch-Kongo im Blick auf die bevorstehende Unabhängigkeit der Kolonie neu ordnete und die sechs Kirchenprovinzen schuf, die bis heute bestehen (Stand 2025). Dabei wurde unter anderem das Apostolische Vikariat Coquilhatville zum Erzbistum erhoben. Das Erzbistum Coquilhatville gab am 11. September 1961 Teile seines Territoriums zur Gründung des Bistums Ikela ab. Nachdem die Stadt Coquilhatville in Mbandaka umbenannt worden war, zog der Heilige Stuhl nach und benannte das Erzbistum demgemäß am 30. Mai 1966 in Erzbistum Mbandaka um. Das Erzbistum wurde am 12. April 1975 mit dem Bistum Bikoro vereinigt und in Erzbistum Mbandaka-Bikoro umbenannt.

## Ordinarien

### Apostolische Präfekten von Tsuapa
- Edouard van Goethem MSC, 1924–1926

### Apostolische Präfekten von Coquilhatville
- Edouard van Goethem MSC, 1926–1932

### Apostolische Vikare von Coquilhatville
- Edouard van Goethem MSC, 1932–1947
- Hilaire Marie Vermeiren MSC, 1947–1959

### Erzbischöfe von Coquilhatville
- Hilaire Marie Vermeiren MSC, 1959–1963
- Pierre Wijnants MSC, 1964–1966

### Erzbischöfe von Mbandaka
- Pierre Wijnants MSC, 1966–1975

### Erzbischöfe von Mbandaka-Bikoro
- Pierre Wijnants MSC, 1975–1977
- Frédéric Etsou-Nzabi-Bamungwabi CICM, 1977–1990, dann Erzbischof von Kinshasa
- Joseph Kumuondala Mbimba, 1991–2016
- Fridolin Ambongo Besungu OFMCap, 2016–2018, dann Koadjutorerzbischof von Kinshasa
- Ernest Ngboko Ngombe CICM, seit 2019